# Almost Cops
Almost Cops (Bad Boa's) è un film del 2025 diretto da Gonzalo Fernandez Carmona.

## Trama
Tra le strade di Rotterdam Ramon, un ufficiale del Community Service Officer, e Jack, uno spericolato ex detective, sono costretti a lavorare insieme scatenando il caos.

## Distribuzione
Il film è stato distribuito in streaming sulla piattaforma Netflix l'11 luglio 2025.